# Franz Rädlein
Kurt Emil Franz Rädlein (* 17. Oktober 1890 in Dresden; † 7. Juni 1966 in Weixdorf) war ein deutscher Modelleur und Holzbildhauer.

## Leben
Er war der Sohn des Kaufmanns Karl Wilhelm Otto Rädlein. Nach der Grundschule begann Franz Rädlein eine Bildhauerlehre in der damals berühmten Dresdner Innenausstattungsfirma Udluft und Hartmann, die das Prädikat „Hoftischler und Hofbildhauer Sr. Majestät des Königs von Sachsen“ führte. Während der Ausbildungszeit wirkte er bereits an Objekten wie der Christuskirche in Dresden–Strehlen und dem Neuen Rathaus in Dresden aktiv mit. Nach seiner Lehrzeit 1909 arbeitete er bis 1916 als Modelleur in der Bildhauerwerkstatt Kluth in Weinböhla bei Dresden. Er war Mitwirkender bei der Ausgestaltung der I. Internationalen Hygiene-Ausstellung in Dresden 1911. Von 1912 bis 1914 studierte Rädlein an der Dresdner Kunstakademie in den Meisterateliers von Professor Hugo Spieler und Professor Karl Groß und war deren Meisterschüler.
In den Jahren von 1914 bis 1918 war er als Freiwilliger im Sächsischen Feldartillerie-Regiment Nr. 48 im Kriegsdienst und wurde in Frankreich schwer verwundet. Seine elterliche Familie zog in dieser Zeit nach Lausa. Aus dem Krieg zurück, konnte Rädlein in Dresden seine Arbeit auf Grund der wirtschaftlichen Lage nur schwer fortsetzen. Deshalb zog er nach Allendorf in Hessen und schuf sich sein eigenes Atelier. In Kassel beendete er 1921 auch seine Ausbildung zum Holzbildhauermeister. Im gleichen Jahr zog er, inzwischen verheiratet, nach Krummhübel im Riesengebirge um. Dort arbeitete Rädlein an der berühmten Holzschnitzschule Bad Warmbrunn. Bis zum Jahr 1924 leitete er diese Einrichtung.
Im Jahr 1925 kehrte Rädlein auf das elterliche Grundstück in Lausa zurück. Im nahen Klotzsche fand er ein neues Betätigungsfeld an der im Bau befindlichen Sächsischen Landesschule unter dem Architekten Professor Heinrich Tessenow und Regierungsbaurat Dutzmann. Mit weiteren Bildhauern und Modelleuren wie Ernst Georg Stöcker und August Strohriegl schuf er die Innenausstattung mit bildhauerischen figürlichen und plastischen Elementen. Von 1927 bis 1937 arbeitete er am Deutschen Hygiene-Museum und fertigte Anschauungs- und Demonstrationsmodelle an. So stammen Entwürfe des Gläsernen Menschen von ihm. Auch für diverse Fachschulen im medizinischen Bereich schuf Rädlein diese Modelle. Im Jahr 1940 wurde er zum Kriegsdienst einberufen. Nach fünf künstlerisch verlorenen Jahren kehrte er nach Lausa zurück. Durch die neuen politischen Verhältnisse bekam er nun Aufträge von Großbetrieben und vom staatlichen Kulturbund der DDR. Sein Wirkungskreis umfasste nun die Restaurierung, das Herstellen von Kopien nach Vorlagen und denkmalpflegerische Arbeiten. Auch bei kirchlichen Einrichtungen wie dem Meißner Dom waren seine Kenntnisse und Fähigkeiten gefragt.
Ihm zu Ehren ist eine Straße in Dresden im Ortsteil Friedersdorf/Bergsiedlung benannt.

## Werke (Auswahl)

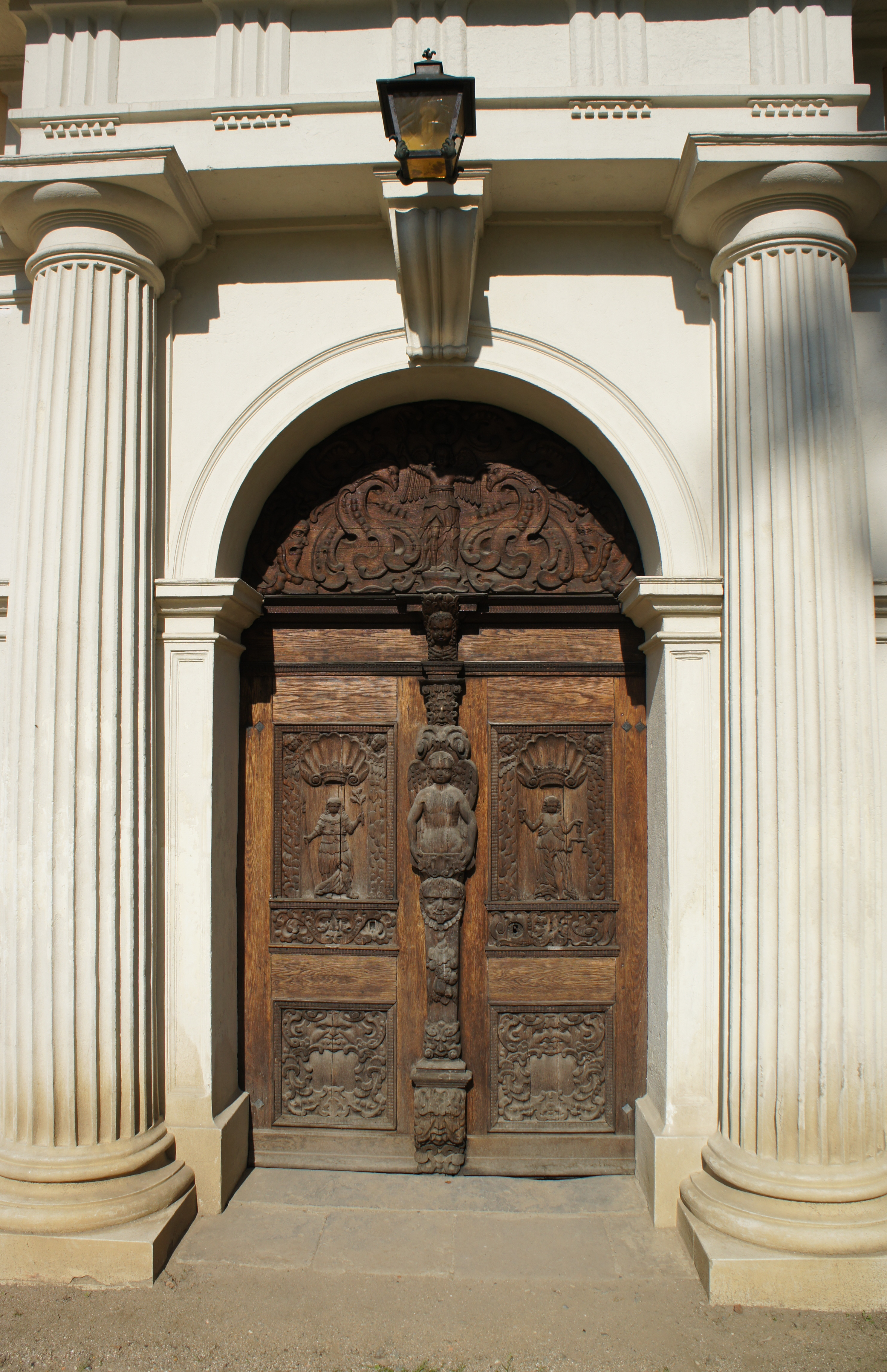
Tür zu Schloss Hermsdorf

- Reliefschnitzereien an den Türen des Hermsdorfer Schlosses
- ecce homo, Pastor-Roller-Kirche, Dresden-Weixdorf
- 1955: geschnitzter Holzständer für die Taufschale und Korpus für das Altarkreuz der Kirche in Zittow[3]
- 1953: Engelsfigur als Träger der Taufschale in der Pfarrkirche Sosa[4]